# 豊山犬
豊山犬（ほうざんけん、プンサンけん、朝鮮語：풍산개、英：Pungsan Dog）とは、朝鮮民主主義人民共和国豊山郡（現在の金亨権郡と豊西郡）原産の狩猟用犬種。朝鮮半島で虎、鹿、猪などの狩猟に用いられた。朝鮮語ではプンサンゲと呼ぶ。

## 歴史
日本犬とは血統的に近く、紀元前から存在していた。もっぱら猟犬として使われ、シカやイノシシの他、かつてはチョウセントラの狩猟にも使われていた。狩猟は1 - 3頭で行われるが、非常に力が強いため、一度噛み留めされると獲物は逃げられなくなり、そのまま仕留められた。
優秀な猟犬であったが、徐々に数が減少し、その後は数が著しく減少してしまった。そのため、1942年（昭和17年）、当時朝鮮半島を統治していた 朝鮮総督府が天然記念物第128号に指定した。戦後朝鮮が日本国の統治から離れ、独立すると共に国宝に指定され、同時に第35代重要天然資源（日本で言う特別天然記念物）にも指定され、保護が行われるようになった。現在豊山犬の頭数は回復しつつあるが、未だに希少犬種である事に変わりはない。そのため、多くは動物園などで飼育されていて、一般市民（人民）には全く普及していない犬種である。

## 特徴
日本犬のようなスピッツ型の犬種で、がっしりとした筋肉質の体格をしていて、脚が長い。立ち耳・巻き尾で被毛は短めで厚い。毛色は白が多いが、赤、灰色、黒、虎毛のものもいる。体高55 - 65 cm、体重25 - 35 kgの大型犬で、警戒心が強く、一人の主人にのみ忠実である。

## エピソード
- 大韓民国のテレビドラマ『トンイ』では、豊山犬のように何かに食らいついたら絶対に放さない根性の持ち主ということから主人公トンイの愛称が「豊山」である。また、チョン・ジェホンの映画「プンサンケ」では、韓国と北朝鮮を行き来する運び屋の主人公が「プンサンケ(豊山犬)」と呼ばれている。
- 金正日総書記がプリンセス・テンコーに1頭の豊山犬を贈った事があるほか、北朝鮮政府と韓国政府が友好の証としてつがいの豊山犬[4]と珍島犬を交換しあった事がある。2024年にはロシア大統領のプーチンに贈られた[5]。

## 参考
- 『デズモンド・モリスの犬種事典』デズモンド・モリス著書、福山英也、大木卓訳 誠文堂新光社、2007年